# Netanyacra dacotae
Netanyacra dacotae là một loài tò vò trong họ Ichneumonidae.